# National Model Railroad Association
A National Model Railroad Association (NMRA) é uma organização sem fins lucrativos para as pessoas envolvidas na atividade do ferromodelismo.

## Histórico
A NMRA foi fundada nos Estados Unidos em 1935, e também atua no Canadá, na Austrália, na Grã-Bretanha, e na Holanda. Anteriormente, ela tinha sede em Indianápolis, Indiana, e esteve baseada em Chattanooga, Tennessee, próximo ao Tennessee Valley Railroad Museum (TVRM) desde 1982.